# Подпневкі
Подпневкі (пол. Podpniewki) — село в Польщі, у гміні Пневи Шамотульського повіту Великопольського воєводства.
Населення — 141 особа (2011).
У 1975-1998 роках село належало до Познанського воєводства.

## Демографія
Демографічна структура станом на 31 березня 2011 року:
|          | Загалом | Допрацездатний вік | Працездатний вік | Постпрацездатний вік |
| -------- | ------- | ------------------ | ---------------- | -------------------- |
| Чоловіки | 71      | 21                 | 44               | 6                    |
| Жінки    | 70      | 13                 | 41               | 16                   |
| Разом    | 141     | 34                 | 85               | 22                   |